# Jean Hegland
Jean Hegland, née en novembre 1956 à Pullman dans l'État de Washington, est une écrivaine américaine.

## Biographie
Jean Hegland grandit dans sa ville natale de Pullman, près de la frontière entre l'État de Washington et l'Idaho. Sa mère enseigne l'anglais aux niveaux secondaire et universitaire et est bibliothécaire à Pullman pendant de nombreuses années. Son père est professeur d'anglais à l'université d'État de Washington.
Hegland commence ses études au Fairhaven College (en) de Bellingham (État de Washington), puis obtient un BA en arts libéraux de l'université d'État de Washington en 1979.
Après avoir occupé divers petits boulots, dont des ménages dans une maison de retraite, elle décroche en 1984 une maîtrise en rhétorique et enseignement de la composition de l'université de Washington. Elle devient alors enseignante.
En 1991, alors qu'elle a donné naissance à son deuxième enfant, elle publie un premier ouvrage non fictionnel sur le thème de la grossesse, The Life Within: Celebration of a Pregnancy, dans lequel elle croise sa propre expérience, des données scientifiques et diverses recherches sur les croyances et coutumes de différentes cultures sur le sujet. Le livre, d'abord rejeté par une cinquantaine d'éditeurs, est finalement accepté par Humana Press (en).
En 1996, elle termine l'écriture de son premier roman, Into the Forest, qui raconte la relation entre deux sœurs qui doivent apprendre à survivre seules dans une forêt de séquoias près de Redwood City, dans le nord de la Californie, alors que la société technologiquement dépendante s'effondre. Elle essuie environ vingt-cinq refus d'éditeurs avant que son manuscrit ne soit accepté par Calyx, un petit éditeur féministe à but non lucratif basé à Corvallis, dans l'Oregon. En 1998, Calyx cède les droits de publication du roman à Bantam Books pour les États-Unis, conservant les droits pour les publications à l'étranger. Le roman obtient alors un succès national puis international. Il est ensuite adapté au cinéma par Patricia Rozema sous le titre Into the Forest, sorti en 2015. La traduction française, Dans la forêt, ne paraît qu'en 2017, suivie en 2019 d'une adaptation en bande dessinée par le dessinateur français Lomig.
Elle a publié deux autres romans : Windfalls en 2004 (traduit en français en 2021) et Still Time en 2015 (traduit en français en 2023).

## Œuvres

### Romans
- Dans la forêt, Éditions Gallmeister, 2017 ((en) Into the Forest, Calyx, 1996), trad. Josette Chicheportiche, 304 p.  (ISBN 978-2-351-78142-5).
- Apaiser nos tempêtes, Éditions Phébus, 2021 ((en) Windfalls, Atria Books, 2004), 560 p.  (ISBN 9782752912350)[4].
- Rappelez-vous votre vie effrontée, Éditions Phébus, 2023 ((en) Still Time, Arcade Publishing, 2017  (ISBN 9781628728217)), trad. Nathalie Bru, 240 p.  (ISBN 978-2-7529-1247-3)
- Le Temps d'après, Éditions Gallmeister, 2025 ((en) Here in This Next New Now), trad. Josette Chicheportiche, 352 p.  (ISBN 978-2-35178-305-4).

### Ouvrage non fictionnel
- (en) The Life Within: Celebration of a Pregnancy, Humana Press, 1991.

### Essais
Jean Hegland a écrit de courts essais qu'elle a publiés sur son site officiel :
- « Learning to Listen to the Land ».
- « Hoping for Boys ».
- « Nightmares ».
- « The Whole Story ».